# Ça sent si bon la France
Ça sent si bon la France est une chanson interprétée par Maurice Chevalier en 1941,,,,.

## Développement et composition
La chanson a été écrite par Jacques Larue et composée par Louiguy,.

## Liste des pistes
78 tours —  Gramophone K-8546 (La compagnie française du gramophone La Voix de son Maître) enregistré le 18 novembre 1941 avec une orchestration de Marcel Cariven.
A. La Chanson du maçon (musique d'Henri Betti et paroles de Maurice Chevalier et Maurice Vandair)
B. Ça sent si bon la France

## Reprise
En 1994, Les 3 Julots enregistrent la chanson pour l'album Les Chansons de la Libération où ils enregistrent également La Fête à Neu-Neu, Fleur de Paris, Notre Espoir et La Marche de Ménilmontant.